# Лореду (Санта-Марта-де-Пенагиан)
Лореду (порт. Louredo) — район (фрегезия) в Португалии, входит в округ Вила-Реал. Является составной частью муниципалитета Санта-Марта-де-Пенагиан. По старому административному делению входил в провинцию Траз-уж-Монтиш и Алту-Дору. Входит в экономико-статистический субрегион Доуру, который входит в Северный регион. Население составляет 516 человек на 2001 год. Занимает площадь 7,13 км².
Покровителем района считается Дева Мария (порт. Nossa Senhora da Luz).